# Nobol
Nobol é um cantão da província de Guayas no Equador. A sede é em Nobol. Tem uma área de 127 km² e cerca de 14 000 habitantes segundo o censo de 2001.